# John Gilbert (montatore)
John Gilbert (...) è un montatore neozelandese.
Ha vinto il Premio Oscar per il miglior montaggio per il film La battaglia di Hacksaw Ridge.
È stato anche nominato per il film Il Signore degli Anelli - La Compagnia dell'Anello sempre nella categoria come miglior montaggio, al Premio BAFTA e all'American Cinema Editors. Ha inoltre vinto il Premio Satellite Award per il miglior montaggio sempre per lo stesso film.
Ha iniziato a lavorare nell'industria cinematografica con la New Zealand National Film Unit mentre era ancora uno studente universitario. Gilbert non è più tornato ai suoi studi (storia e antropologia), ma andò a lavorare alla Television New Zealand, come assistente montatore e montatore. Gilbert ha lavorato come assistente montatore e montatore del suono come free lance.
Il primo lungometraggio in cui è stato accreditato è il film Sposami, Kate. Gilbert ha ricevuto il premio per il miglior montaggio dalla New Zealand Film e dalla Television Awards per il film Via Satellite (1998).
Gilbert è stato eletto membro della American Cinema Editors.

## Filmografia

### Montatore
- The Haunting of Barney Palmer, regia di Yvonne Mackay - film TV (1987)
- The Lounge Bar, regia di Don McGlashan e Harry Sinclair - cortometraggio (1989)
- Sposami, Kate (Crush), regia di Alison Maclean (1992)
- Jack Be Nimble, regia di Garth Maxwell (1993)
- Loaded, regia di Anna Campion (1994)
- Swimming Lessons, regia di Steve La Hood - film TV (1995)
- Return to Treasure Island, regia di Steve La Hood - film TV (1996)
- Chicken, regia di Grant Lahood (1996)
- Siren, regia di Charles Bracewell - cortometraggio (1996)
- Duggan - serie TV (1997-1999)
- Aberration, regia di Tim Boxell (1997)
- The Chosen, - film TV (1998)
- The Murder House, regia di Warrick Attewell - cortometraggio (1998)
- Via Satellite, regia di Anthony McCarten (1998)
- Punitive Damage, regia di Annie Goldson - documentario (1999)
- Il Signore degli Anelli - La Compagnia dell'Anello (The Lord of the Rings: The Fellowship of the Ring), regia di Peter Jackson (2001)
- Perfect Strangers, regia di Gaylene Preston (2003)
- Kerosene Creek, regia di Michael Bennett (2004)
- Indian - La grande sfida (The World's Fastest Indian), regia di Roger Donaldson (2005)
- Un ponte per Terabithia (Bridge to Terabithia), regia di Gábor Csupó (2007)
- La rapina perfetta (The Bank Job ), regia di Roger Donaldson (2008)
- Show of Hands, regia di Anthony McCarten (2008)
- Bandslam - High School Band (Bandslam), regia di Todd Graff (2009)
- Matariki, regia di Michael Bennett (2010)
- Blitz, regia di Elliott Lester (2011)
- Killer Elite, regia di Gary McKendry (2011)
- Chasing Mavericks, regia di Curtis Hanson e Michael Apted (2012)
- The November Man, regia di Roger Donaldson (2014)
- La battaglia di Hacksaw Ridge (Hacksaw Ridge), regia di Mel Gibson (2016)
- Resta con me (Adrift), regia di Baltasar Kormákur (2018)
- Secret Team 355 (The 355), regia di Simon Kinberg (2022)
- Damsel, regia di Juan Carlos Fresnadillo (2023)